# Mistrovství světa ve veslování 1970

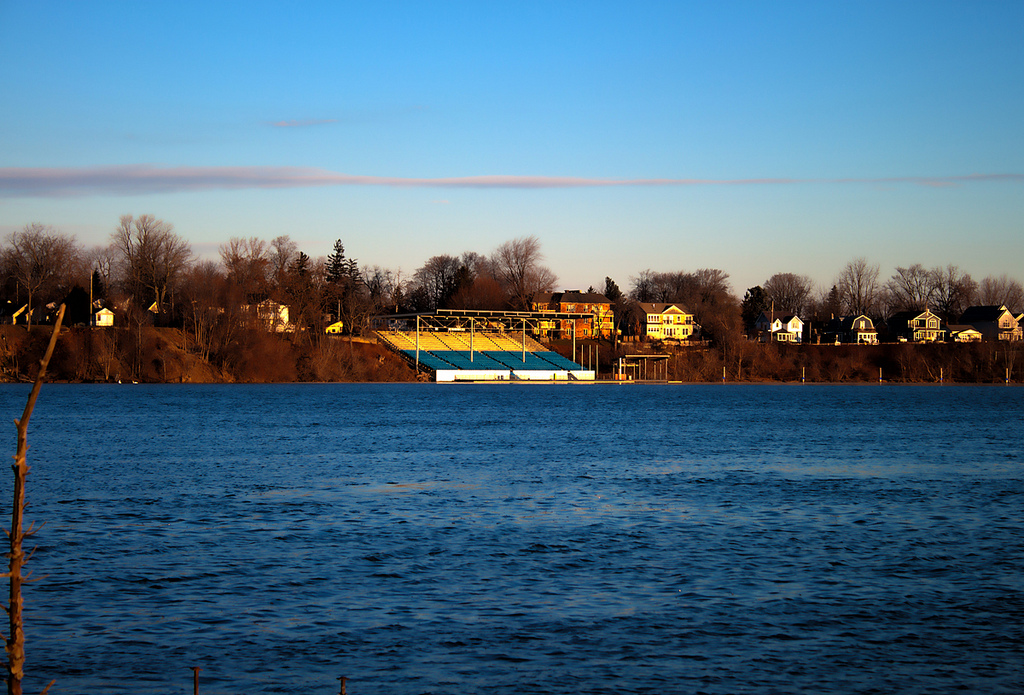
Royal Canadian Henley Rowing Course, dějiště šampionátu – tribuna

Mistrovství světa ve veslování 1970 byl v pořadí 3. šampionát konaný mezi 1. a 6. srpnem 1970 v kanadském St. Catharines (veslařský areál Royal Canadian Henley Rowing Course).

## Medailové pořadí
| Pořadí | Země                             | Zlato | Stříbro | Bronz | Celkem |
| ------ | -------------------------------- | ----- | ------- | ----- | ------ |
| 1      | Východní Německo                 | 3     | 4       | 0     | 7      |
| 2      | Západní Německo                  | 1     | 1       | 1     | 3      |
| 3      | Dánsko                           | 1     | 0       | 1     | 2      |
| 4      | Argentina                        | 1     | 0       | 0     | 1      |
| 4      | Rumunská socialistická republika | 1     | 0       | 0     | 1      |
| 6      | Sovětský svaz                    | 0     | 1       | 1     | 2      |
| 7      | Polsko                           | 0     | 1       | 0     | 1      |
| 8      | Norsko                           | 0     | 0       | 1     | 1      |
| 8      | Nový Zéland                      | 0     | 0       | 1     | 1      |
| 8      | Československo                   | 0     | 0       | 1     | 1      |
| 8      | USA                              | 0     | 0       | 1     | 1      |
| Celkem | Celkem                           | 7     | 7       | 7     | 21     |

## Přehled medailí

### Mužské disciplíny
| Disciplína                  | Zlato | Čas     | Stříbro | Čas | Bronz | Čas |
| Skif M1x                    | Argentina Alberto Demiddi | 7:16,54 | Východní Německo Götz Draeger |     | Československo Jaroslav Hellebrand |     |
| Dvojskif M2x                | Dánsko Jørgen Engelbrecht Niels Secher | 6:28,68 | Východní Německo Hans-Ulrich Schmied Joachim Böhmer |     | USA John Van Blom Thomas McKibbon |     |
| Dvojka bez kormidelníka M2- | Východní Německo Peter Gorny Werner Klatt | 6:57,81 | Polsko Alfons Ślusarski Jerzy Broniec |     | Západní Německo Udo Brecht Lutz Ulbricht                                                                                                  |     |
| Dvojka s kormidelníkem M2+  | Rumunská socialistická republika Ștefan Tudor Petre Ceapura Ladislau Lowrenschi (k)                                                                                 | 7:25,30 | Východní Německo Hartmut Schreiber Manfred Schmorde Klaus-Dieter Ludwig (k) |     | Sovětský svaz Vladimir Ješinov Nikolaj Ivanov Valentin Kosticyn (k)                                                                       |     |
| Čtyřka bez kormidelníka M4- | Východní Německo Frank Forberger Frank Rühle Dieter Grahn Dieter Schubert                                                                                           | 6:23,15 | Západní Německo Joachim Werner Ehrig Peter Funnekötter Claus Schneggenburger Wolfgang Plottke                                                                                      |     | Dánsko Erik Petersen Tom Hindsby Kurt Helmudt Poul Nielsen                                                                                |     |
| Čtyřka s kormidelníkem M4+  | Západní Německo Peter Berger Hans-Johann Färber Gerhard Auer Alois Bierl Stefan Voncken (k)                                                                         | 6:28,55 | Východní Německo Bernd Meerbach Rolf Zimmermann Jochen Mietzner Karl-Heinz Prudöhl Karl-Heinz Danielowski (k)                                                                      |     | Norsko Alf John Hansen Finn Tveter Tom Welo Petter Wærness Finn Aronsen (k)                                                               |     |
| Osma M8+                    | Východní Německo Ernst-Otto Borchmann Rolf Jobst Dietrich Zander Reinhard Gust Eckhard Martens Bernd Ahrendt Klaus-Peter Foppke Hans-Joachim Puls Reinhard Zahn (k) | 5:36,10 | Sovětský svaz Nikolaj Sumatišin Alexandr Martyškin Alexandr Rjazankin Viktor Melnikov Beniaminas Natsevicius Mindaugas Vaitkus Viktor Levšin Alexandr Vysockij Viktor Michejev (k) |     | Nový Zéland Warren Cole Wybo Veldman Murray Watkinson John Hunter Dick Joyce Dudley Storey Gary Robertson Gilbert Cawood Simon Dickie (k) |     |